# Dendrophidion percarinatum
Dendrophidion percarinatum — вид змій родини полозових (Colubridae). Мешкає в Центральній і Південній Америці.

## Поширення і екологія
Dendrophidion percarinatum мешкають в низовинах і передгір'ях на атлантичних схилах від північного Гондурасу до східної Панами та на тихоокеанських схилах від південно-західної Коста-Рики до західної Колумбії, в також в горах Сьєрра-де-Періха на північному заході Венесуели. Вони живуть у вологих тропічних лісах, на висоті до 1700 м над рівнем моря. Відкладають яйця.